# خجسته
خجسته یک نام دخترانه و نیز از نام‌های خانوادگی است. برخی افراد با این نام عبارتند از:
- خجسته سرخسی شاعر پارسی‌گوی عهد سامانی
- امیر خجسته سیاستمدار
- رضا خجسته‌رحیمی روزنامه‌نگار و سردبیر نشریه اندیشه پویا
- محمدعلی خجسته‌پور کشتی‌گیر سابق
- علیرضا خجسته جودوکار